# Општина Слобозија Брадулуј (Вранча)
Слобозија Брадулуј (рум. Slobozia Bradului) општина је у Румунији у округу Вранча.
Oпштина се налази на надморској висини од 229 m.